# Japan under andra världskriget

Japanska krigsflaggan och flottans flagga.

Japan var en av axelmakterna under andra världskriget (landet anslöt sig till alliansen 1940).

## Historia
Japans utträde ur Nationernas förbund 1933 efter sitt intåg i Manchuriet och dess inledande av andra sino-japanska kriget 1937 var en del av upptakten till andra världskriget. Invasionen av Kina ledde till att USA införde handelsblockad mot Japan, en lyckad strategi då Japan behövde importera i stort sett all olja. Oljeransonering utlystes, men eftersom krigsmakten, och då framför allt flottan som var Japans stolthet, i grunden var beroende av olja såg man sig snart tvungen att agera. Genom överraskningsattacken mot Pearl Harbor 7 december 1941, en desperat åtgärd med målet att snabbt krossa den amerikanska stillahavsflottan, gick Japan med i andra världskriget. Krigsförklaringar gick också till Nederländerna och Storbritannien, vars kolonier i Sydostasien snart också anfölls. En viktig utveckling av detta var att USA också gick med i kriget mot Tyskland, som förklarade krig mot USA den 11 december. 
Det andra sino-japanska kriget blev nu en del av andra världskriget och Kina kom att lida cirka 20 miljoner döda fram till krigsslutet. Inledningsvis hade Japan stora framgångar i Stillahavskriget då hela den nederländska kolonin Nederländska Indien (nuvarande Indonesien), den amerikanska kolonin Filippinerna, det franska Indokina (nuvarande Vietnam, Laos och Kambodja) och flera andra ögrupper ockuperades. De japanska trupperna begick (mest i Kina) många brott mot krigets lagar, där de bland annat utförde Nanjingmassakern 1937 och även använde biologiska vapen mot civilbefolkningen (se Enhet 731). Inte heller de euro-amerikanska krigförande parterna var förskonade från att utsättas för dessa brott vilket till exempel drabbade krigsfångar i och med dödsmarschen från Bataan.
Efter en rad förlorade sjöslag vände krigslyckan helt för den japanska flottan. De amerikanska styrkorna erövrade ö efter ö till dess att de intog Okinawa. Den japanska stridsmoralen och kampviljan var emellertid ännu inte knäckt, trots den omfattande och förödande kampanj av bombanfall av de japanska städerna som pågått under den senare delen av kriget. Nytillsatte (april 1945) president Truman ville få ett snabbt avslut, och man bestämde sig för att använda ett hemligt och ännu oprövat vapen. En regelrätt invasion av det japanska fastlandet avfärdades som alltför kostsam. I augusti fälldes atombomberna över Hiroshima och Nagasaki. I kombination med Sovjetunionens krigsförklaring några dagar senare ledde det till att Japan kapitulerade villkorslöst den 15 augusti. (Det formella undertecknandet ägde rum den 2 september 1945.) De sovjetiska styrkorna erövrade Manchukuo och norra Korea från japanerna.
Japan hade under hela kriget brist på olja till bränsle och brist på handelsfartyg vilket var en bidragande orsak till förlusten. Den japanska ubåtsflottan som hade de bästa torpederna vid krigets början tvingades på grund av detta ägna sig åt att transportera viktiga handelsvaror istället för att anfalla allierade konvojer.

## Efterspel
I likhet med kriget i Europa fick Japans krig omfattande konsekvenser för efterkrigstiden. Korea delades i nord och syd av Sovjets respektive USA:s ockupationstrupper vilket 1950 ledde till Koreakriget.
I augusti 1945 gjorde Vietminh ett lyckat uppror mot den fransk-japanska ockupationsmakten i Vietnam vilket blev inledningen till Indokinakriget. 
Indonesien utropades som ett självständigt land av en inhemsk motståndsrörelse två dagar efter att de japanska trupperna lagt ner sina vapen. Nederländerna misslyckades med att återerövra sin forna koloni och landet blev fritt 1949.
I Kina radikaliserades bondebefolkningen av den brutala japanska krigföringen till den grad att stödet till Kinas kommunistiska parti blev så stort att det gick segrande ur det kinesiska inbördeskriget. Förlorarna, Guomindangpartiet, flydde till Taiwan som de facto blev en egen stat. 
Det demilitariserade Japan blev en viktig kugge i det amerikanska systemet med militärbaser världen över (härifrån sköttes både Korea- och Vietnamkriget).